# La Grande Fonte (sculpture)
La Grande Fonte est une sculpture modulaire monumentale de 15 mètres en fonte, créée en 1974 par Robert Roussil.

## Histoire
La Grande Fonte a été commandée par le ministère des Transports du Québec à Robert Roussil, en 1973, dans le cadre de la Politique dite du « un pour cent » du gouvernement du Québec. 
Initialement installée sur le terrain de la Tour de contrôle routier, au-dessus de l'autoroute Ville-Marie, sur la rue Viger Ouest. En 1994, l'Organisation de l'aviation civile internationale établit son nouveau siège social. La sculpture est alors démantelée pendant les travaux. En août 1997, elle est réinstallée au Vieux-Port de Montréal, à son emplacement actuel sur la pointe du Moulin-à-vent, au-delà du parc des Écluses, entre le Silo no 5 et le bassin Alexandra,.

## Description
L'œuvre est constituée de quatre modules de fonte boulonnées. Les modules sont assemblés pour former un axe central. Le premier module repose debout au sol sur ses pointes, axé vers le bas. Le deuxième, empilé sur le premier, pointe vers la droite, alors que le troisième, également en position horizontale, repose sur le deuxième, pointant vers la gauche. Le dernier et quatrième module est placé debout sur le troisième, pointant vers le ciel.
Tous les modules sont évidés et échancrés, se terminant par des fourches aux pointes acérées. L'intérieur de chacun des modules loge son double en modèle réduit, n'en laissant voir que les fourches et les pointes.

## Interprétation
Robert Roussil souhaitait illustrer l'agressivité de notre ère. Dans la panoplie de pointes des modules de l'œuvre allant de toutes parts, on peut voir un déploiement d'armes du Moyen Âge mais aussi des flèches de cathédrales. L'œuvre place en équilibre des forces opposées sur lesquelles se bâtissent et évoluent les civilisations : le plein et le vide, le brut et le raffiné, le physique et le spirituel, le primitif et le moderne.

## Galerie photos

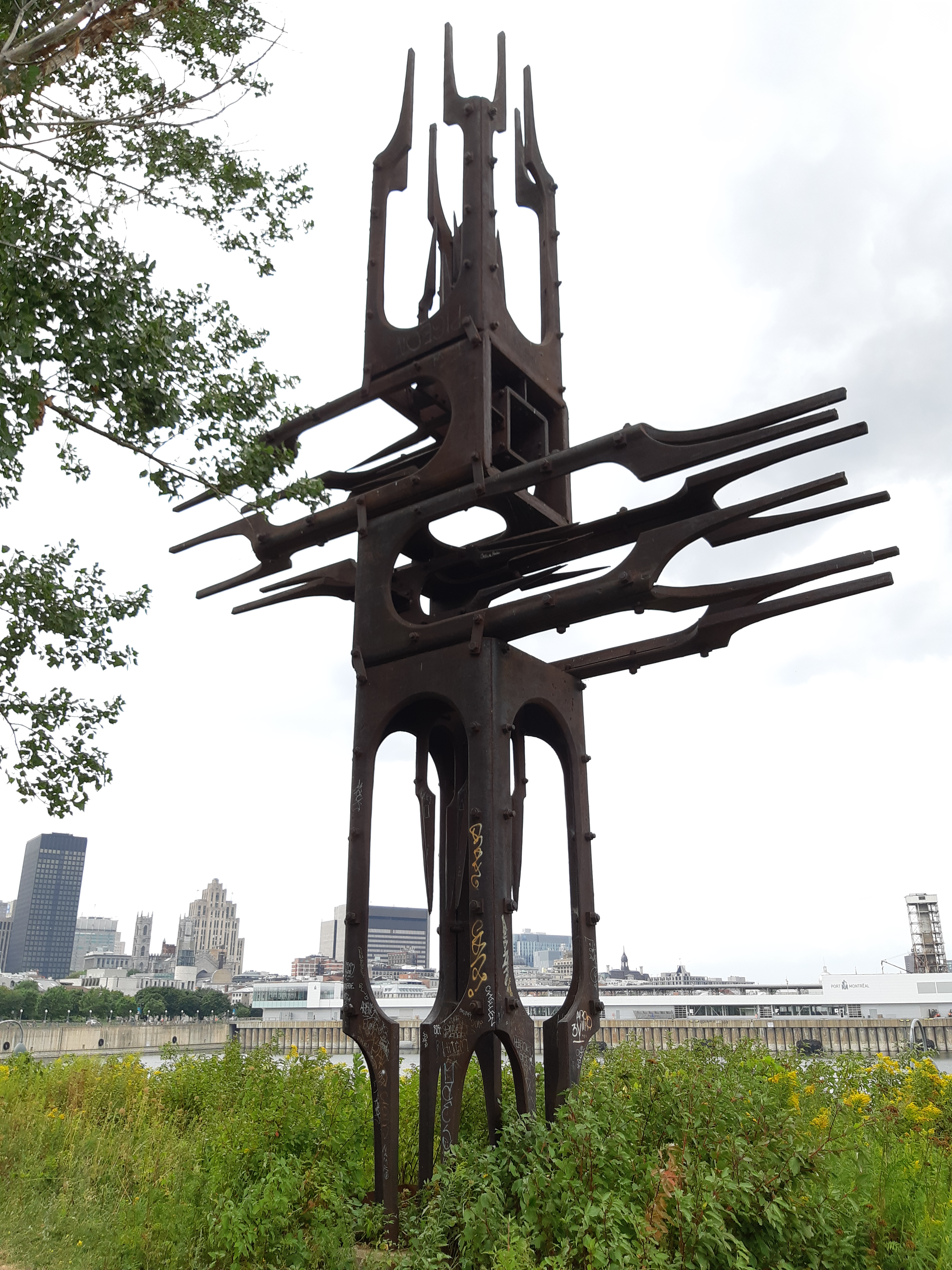
Été 2018 Vieux-Port de Montréal
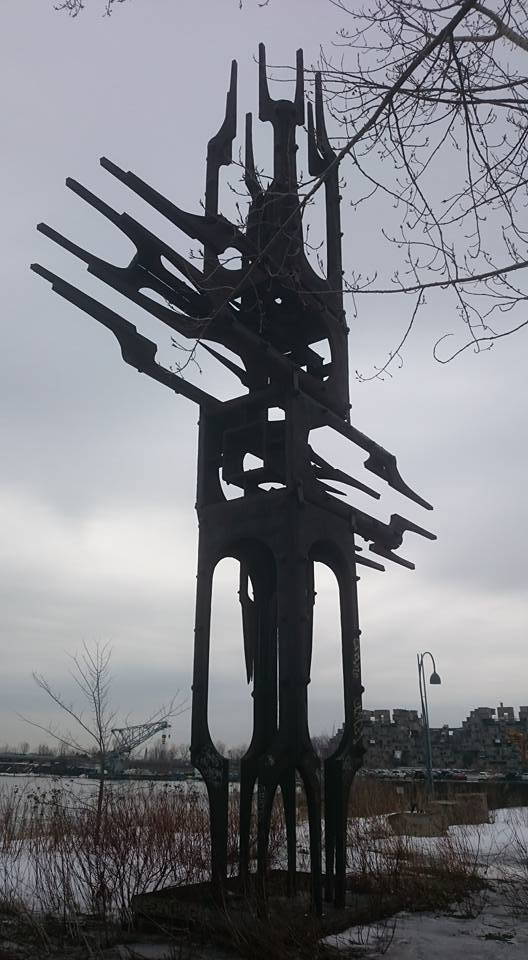
Hiver 2016 Vieux-Port de Montréal